# Chief of the Air Staff (Vereinigtes Königreich)
Der Chief of the Air Staff (abgekürzt CAS; deutsch: „Chef des Luftstabes“) ist das militärische Oberhaupt der Luftstreitkräfte des Vereinigten Königreichs, der Royal Air Force. Er ist Mitglied des Chiefs of Staff Committee und des Air Force Board und steht auf einer Stufe mit dem Ersten Seelord und Chef des Marinestabs sowie dem Chief of the General Staff (Chef des Heeresgeneralstabs), aber unterhalb des Chief of the Defence Staff (Chef des Verteidigungsstabes). Etatmäßig trägt er den Rang eines Air Chief Marshal. Der Posten besteht seit der Gründung der Royal Air Force während des Ersten Weltkriegs 1918, 33. und aktueller Amtsinhaber ist seit Juni 2023 Air Chief Marshal Richard Knighton.

## Liste der Amtsinhaber seit 1918
| #  | Bild | Rang                           | Name             | Datum der Ernennung | Bemerkungen                                                         |
| -- | ---- | ------------------------------ | ---------------- | ------------------- | ------------------------------------------------------------------- |
| 1  |      | Major-General                  | Hugh Trenchard   | 3. Januar 1918      | (das Royal Flying Corps wurde am 1. April 1918 zur Royal Air Force) |
| 2  |      | Major-General                  | Frederick Sykes  | 13. April 1918      |                                                                     |
| 3  |      | Marshal of the Royal Air Force | Hugh Trenchard   | 31. März 1919       | am längsten amtierender CAS                                         |
| 4  |      | Marshal of the Royal Air Force | John Salmond     | 1. Januar 1930      |                                                                     |
| 5  |      | Air Chief Marshal              | Geoffrey Salmond | 1. April 1933       | im Amt verstorben, Bruder von John Salmond                          |
| 6  |      | Marshal of the Royal Air Force | John Salmond     | 28. April 1933      | temporär reaktiviert                                                |
| 7  |      | Marshal of the Royal Air Force | Edward Ellington | 22. Mai 1933        |                                                                     |
| 8  |      | Marshal of the Royal Air Force | Cyril Newall     | 1. September 1937   |                                                                     |
| 9  |      | Marshal of the Royal Air Force | Charles Portal   | 25. Oktober 1940    |                                                                     |
| 10 |      | Marshal of the Royal Air Force | Arthur Tedder    | 1. Januar 1946      |                                                                     |
| 11 |      | Marshal of the Royal Air Force | John Slessor     | 1. Januar 1950      |                                                                     |
| 12 |      | Marshal of the Royal Air Force | William Dickson  | 1. Januar 1953      | anschließend Chief of the Defence Staff                             |
| 13 |      | Marshal of the Royal Air Force | Dermot Boyle     | 1. Januar 1956      |                                                                     |
| 14 |      | Marshal of the Royal Air Force | Thomas Pike      | 1. Januar 1960      |                                                                     |
| 15 |      | Air Chief Marshal              | Charles Elworthy | 1. September 1963   | anschließend Chief of the Defence Staff                             |
| 16 |      | Air Chief Marshal              | John Grandy      | 1. April 1967       |                                                                     |
| 17 |      | Air Chief Marshal              | Denis Spotswood  | 1. April 1971       |                                                                     |
| 18 |      | Air Chief Marshal              | Andrew Humphrey  | 1. April 1974       | anschließend Chief of the Defence Staff                             |
| 19 |      | Marshal of the Royal Air Force | Neil Cameron     | 7. August 1976      | anschließend Chief of the Defence Staff                             |
| 20 |      | Air Chief Marshal              | Michael Beetham  | 10. August 1977     |                                                                     |
| 21 |      | Air Chief Marshal              | Keith Williamson | 15. Oktober 1982    |                                                                     |
| 22 |      | Air Chief Marshal              | David Craig      | 15. Oktober 1985    | anschließend Chief of the Defence Staff                             |
| 23 |      | Air Chief Marshal              | Peter Harding    | 14. November 1988   | anschließend Chief of the Defence Staff                             |
| 24 |      | Air Chief Marshal              | Michael Graydon  | 6. November 1992    |                                                                     |
| 25 |      | Air Chief Marshal              | Richard Johns    | 10. April 1997      |                                                                     |
| 26 |      | Air Chief Marshal              | Peter Squire     | 21. April 2000      |                                                                     |
| 27 |      | Air Chief Marshal              | Jock Stirrup     | 1. August 2003      | anschließend Chief of the Defence Staff                             |
| 28 |      | Air Chief Marshal              | Glenn Torpy      | 13. April 2006      |                                                                     |
| 29 |      | Air Chief Marshal              | Stephen Dalton   | 31. Juli 2009       |                                                                     |
| 30 |      | Air Chief Marshal              | Andrew Pulford   | 31. Juli 2013       |                                                                     |
| 31 |      | Air Chief Marshal              | Stephen Hillier  | 12. Juli 2016       |                                                                     |
| 32 |      | Air Chief Marshal              | Michael Wigston  | 26. Juli 2019       |                                                                     |
| 33 |      | Air Chief Marshal              | Richard Knighton | 2. Juni 2023        |                                                                     |

## In anderen Staaten
Mehrere Länder des Commonwealth haben den Posten eines Chief of the Air Staff (heute teilweise anders bezeichnet) übernommen, darunter:
- Australien (Royal Australian Air Force; heutiger Name: Chief of Air Force)
- Kanada (Royal Canadian Air Force; heutiger Name: Commander of the Royal Canadian Air Force and Chief of the Air Force Staff)
- Neuseeland (Royal New Zealand Air Force; heutiger Name: Chief of Air Force)
- Indien (Indian Air Force)
- Pakistan (Pakistan Air Force)
- Bangladesch (Bangladesh Air Force)
- Nigeria (Nigerian Air Force)